# Campionati europei di judo 2013
I Campionati europei di judo 2013 sono stati la 24ª edizione della competizione organizzata dalla European Judo Union.
Si sono svolti a Budapest, in Ungheria, dal 25 al 28 aprile 2013.

## Podi

### Uomini
| Evento        | Oro                    | Argento               | Bronzo                             |
| fino a 60 kg  | Amiran P'ap'inashvili  | Ludovic Chammartin    | Tommy Arshansky Ashley McKenzie    |
| fino a 66 kg  | Lasha Shavdatuashvili  | Kamal Chan-Magomedov  | Dimitri Dragin David Larose        |
| fino a 73 kg  | Rok Drakšič            | Nugzari Tatalashvili  | Zebeda Rekhviashvili Pierre Duprat |
| fino a 81 kg  | Avtandil Tchrikishvili | Tomislav Marijanović  | Loïc Piétri Joachim Bottieau       |
| fino a 90 kg  | Kirill Denisov         | Varlam Lip'art'eliani | Karolis Bauža Kirill Voprosov      |
| fino a 100 kg | Lukáš Krpálek          | Henk Grol             | Cyrille Maret Jevgeņijs Borodavko  |
| oltre 100 kg  | Teddy Riner            | Adam Okruashvili      | Barna Bor Jean-Sébastien Bonvoisin |
| Squadre       | Georgia                | Russia                | Germania Ucraina                   |

### Donne
| Evento       | Oro                 | Argento                | Bronzo                                |
| fino a 48 kg | Éva Csernoviczki    | Charline Van Snick     | Ebru Şahin Laëtitia Payet             |
| fino a 52 kg | Natal'ja Kuzjutina  | Andreea Ştefania Chiţu | Majlinda Kelmendi Laura Gómez Ropiñón |
| fino a 57 kg | Automne Pavia       | Sabrina Filzmoser      | Irina Zabludina Telma Monteiro        |
| fino a 63 kg | Clarisse Agbegnenou | Marta Labazina         | Tina Trstenjak Yarden Gerbi           |
| fino a 70 kg | Kim Polling         | Linda Bolder           | Laura Vargas-Koch Bernadette Graf     |
| fino a 78 kg | Lucie Louette       | Anamari Velenšek       | Abigél Joó Marhinde Verkerk           |
| oltre 78 kg  | Lucija Polavder     | Emilie Andéol          | Belkız Zehra Kaya Iryna Kindzers'ka   |
| Squadre      | Paesi Bassi         | Francia                | Germania Russia                       |

## Medagliere
| Pos.   | Paese                         | Oro | Argento | Bronzo | Totale |
| ------ | ----------------------------- | --- | ------- | ------ | ------ |
| 1      | Georgia                       | 4   | 3       | 1      | 8      |
| 2      | Francia                       | 4   | 2       | 7      | 13     |
| 3      | Russia                        | 2   | 3       | 3      | 8      |
| 4      | Paesi Bassi                   | 2   | 2       | 1      | 5      |
| 5      | Slovenia                      | 2   | 1       | 1      | 4      |
| 6      | Ungheria                      | 1   | 0       | 2      | 3      |
| 7      | Rep. Ceca                     | 1   | 0       | 0      | 1      |
| 8      | Austria                       | 0   | 1       | 1      | 2      |
| 8      | Belgio                        | 0   | 1       | 1      | 2      |
| 10     | Croazia                       | 0   | 1       | 0      | 1      |
| 10     | Romania                       | 0   | 1       | 0      | 1      |
| 10     | Svizzera                      | 0   | 1       | 0      | 1      |
| 13     | Germania                      | 0   | 0       | 3      | 3      |
| 14     | Israele                       | 0   | 0       | 2      | 2      |
| 14     | Turchia                       | 0   | 0       | 2      | 2      |
| 14     | Ucraina                       | 0   | 0       | 2      | 2      |
| 17     | Gran Bretagna                 | 0   | 0       | 1      | 1      |
| 17     | International Judo Federation | 0   | 0       | 1      | 1      |
| 17     | Lettonia                      | 0   | 0       | 1      | 1      |
| 17     | Lituania                      | 0   | 0       | 1      | 1      |
| 17     | Portogallo                    | 0   | 0       | 1      | 1      |
| 17     | Spagna                        | 0   | 0       | 1      | 1      |
| Totale | Totale                        | 16  | 16      | 32     | 64     |